# Brinkstraat 25-27
Brinkstraat 25-27 is een gemeentelijk monument aan de Brinkstraat in Baarn in de provincie Utrecht.
In het gebouw uit 1899-1900 zat vroeger bakkerij-patisserie De Ruijter. De productie van gestampte muisjes is hier begonnen. In de serre konden klanten iets gebruiken.

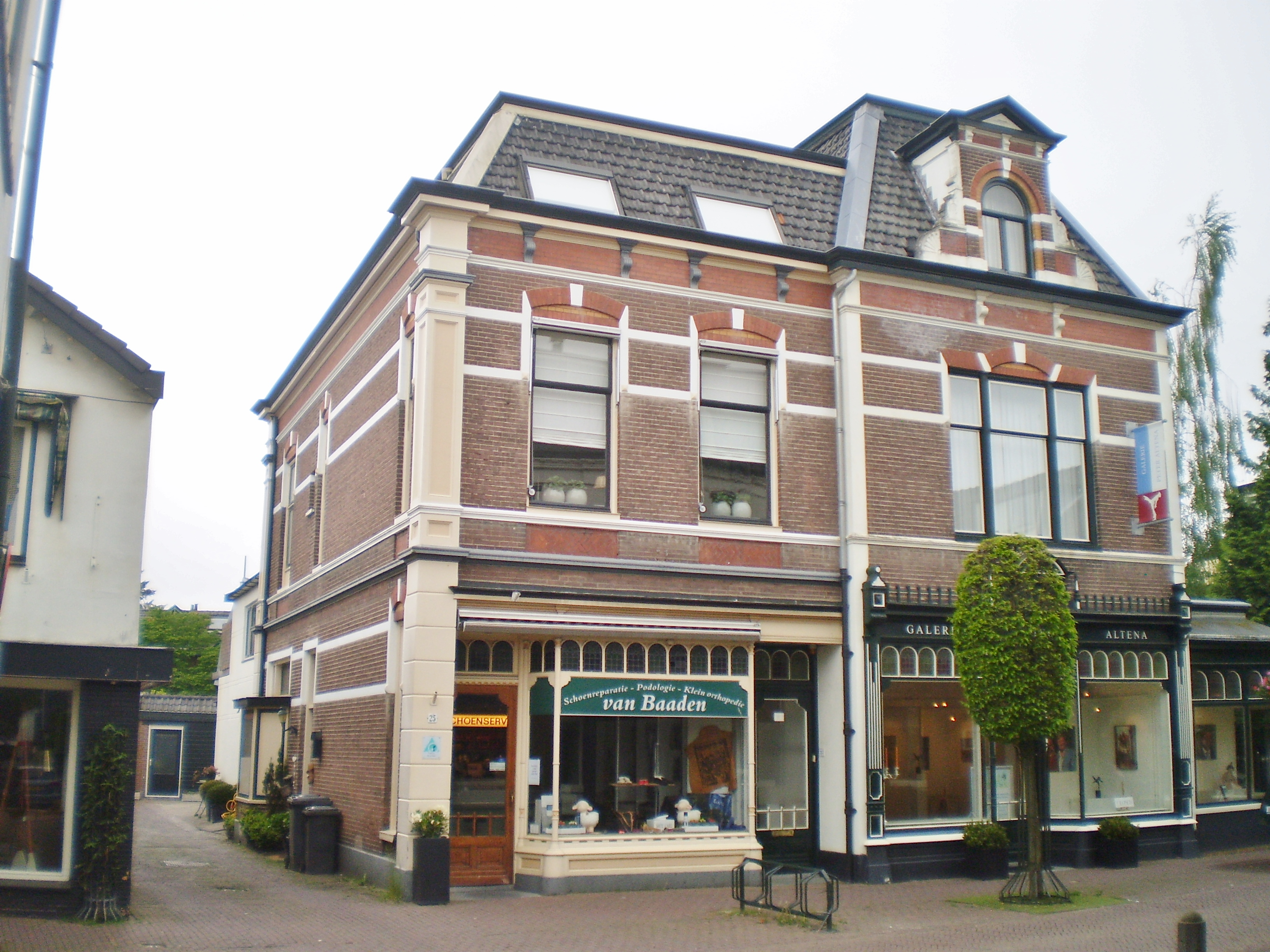
Brinkstraat 25